# Synagoge (Lendava)

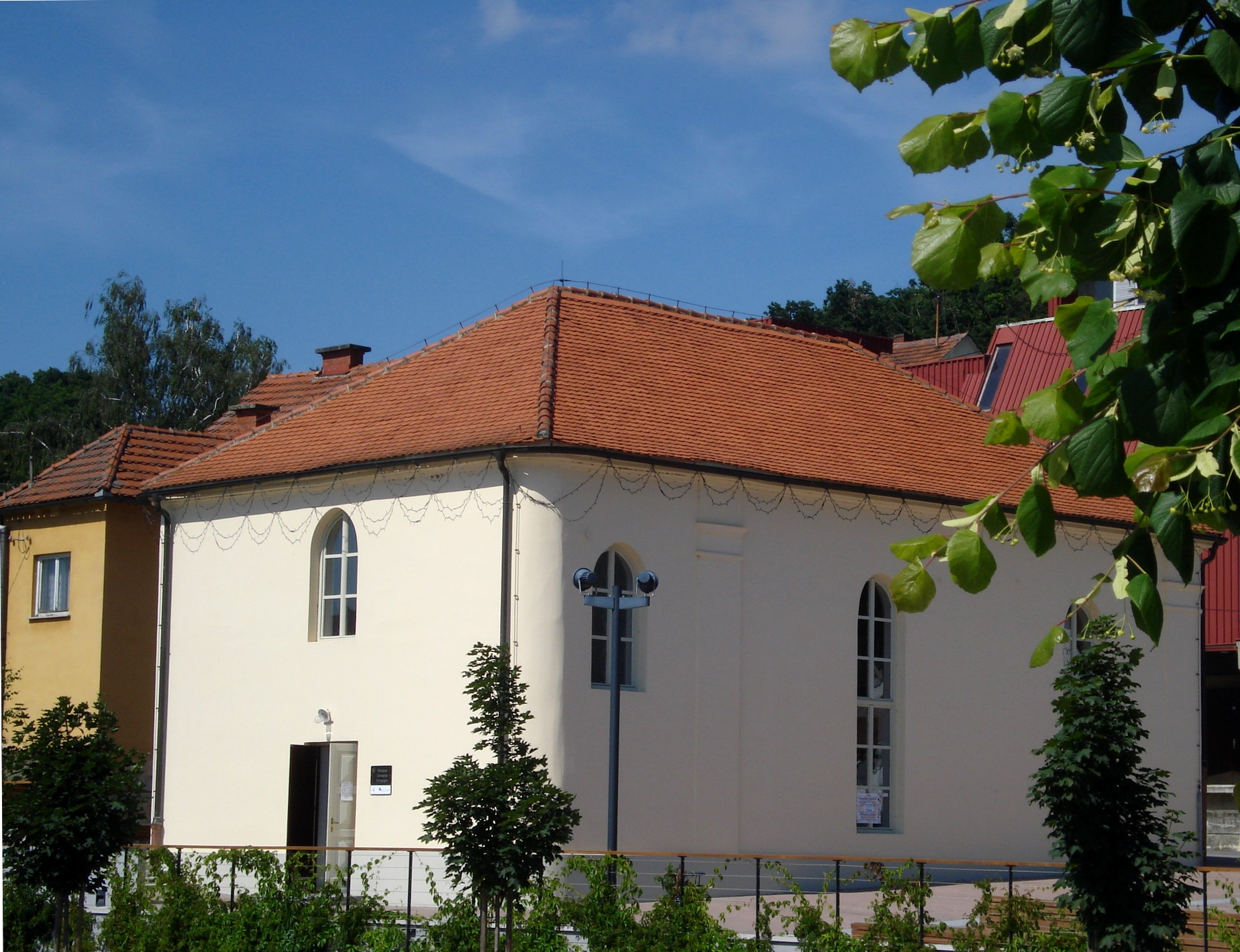
Synagoge in Lendava

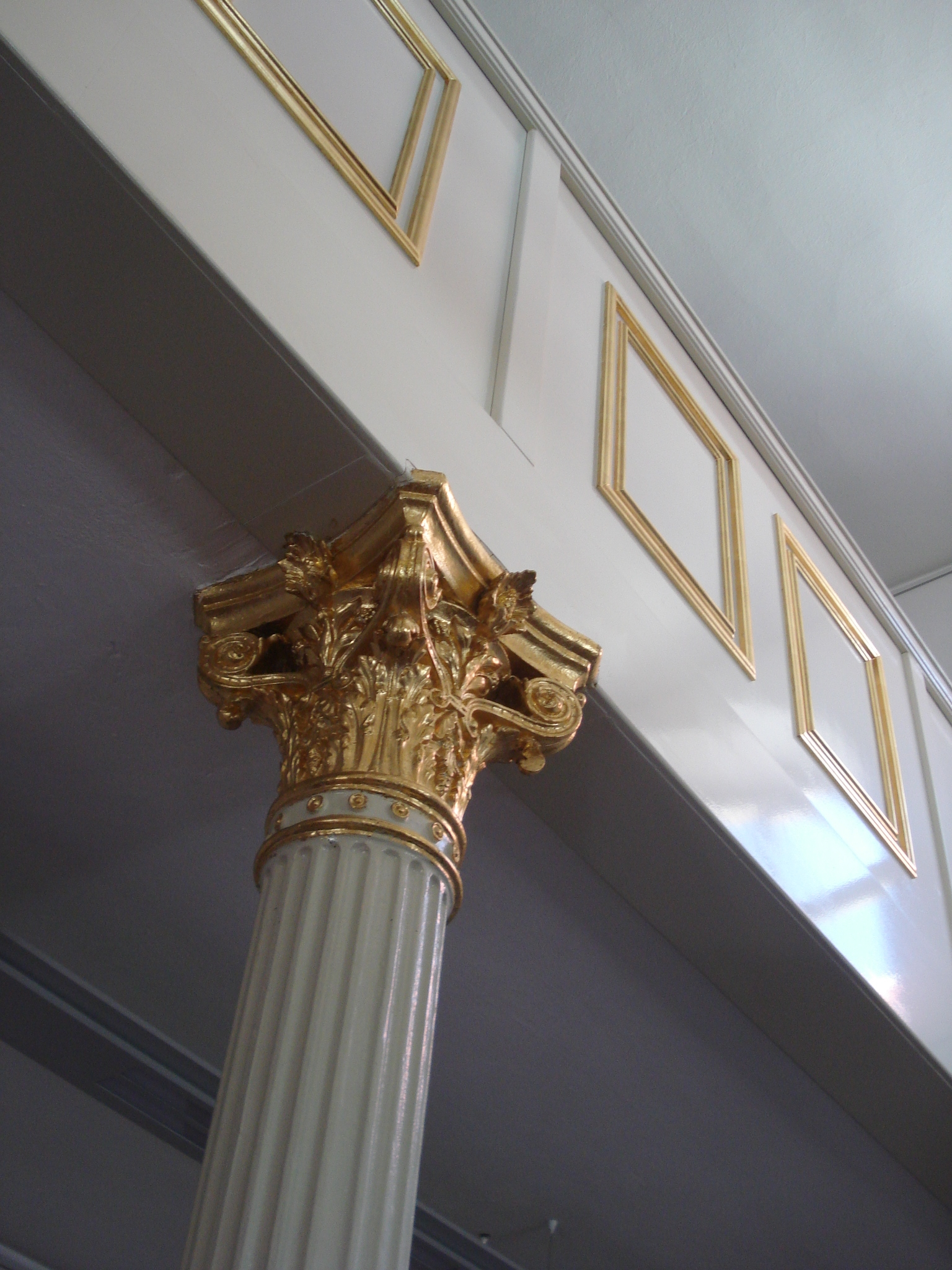
Säule und Empore

Die Synagoge in Lendava, eine Gemeinde im Osten Sloweniens, wurde 1866 errichtet. Die profanierte Synagoge mit der Adresse Spodnja ulica 5 ist seit 1993 ein geschütztes Kulturdenkmal. Sie wurde bis 1944 für Gottesdienste genutzt.

## Beschreibung
Der schlichte Bau mit Rundbogenfenstern wird von Pilastern gegliedert. In der Synagoge gab es 80 Sitzplätze für Männer im Erdgeschoss und 60 Sitzplätze für Frauen auf der Empore. Sechs vergoldete und kannelierte Säulen mit korinthischen Kapitellen tragen die Empore.

## Heutige Nutzung
Nach der umfassenden Renovierung in den 1990er Jahren wurde das Synagogengebäude für wechselnde Kunstausstellungen genutzt. 
Auf der Empore befindet sich eine Ausstellung zur jüdischen Geschichte in Lendava.